# Naláczi József
Naláczi József (naláczi báró) (Nalácvád, 1748 – Batiz, 1822. április 27.) főispán, az erdélyi kormányszék tagja, a bécsi testőrírók egyike, fordító.

## Pályája
Naláczi István százados és Toldalaghi Zsuzsánna fia; apját tizenkét éves korában elvesztette. 1755-től a nagyenyedi kollégiumban tanult, utána a királyi tábla jegyzője volt. 1766-ban Hadik András meghívására a testőrség tagja lett. Bécsben alkalma nyílt önművelésre és az udvarban is kedveltté tette magát. Báróczi Sándor buzdítására kezdett irodalommal foglalkozni, fordításokat készített franciából. Verselt is, de verseit megsemmisítette.
1784-ben, a Hóra-lázadáskor udvarházát elpusztították. Bécsből hazatérve 1788-tól a kolozsvári kerületi tábla alelnöke, az erdélyi kormányszék tagja, 1792 végétől pedig Zaránd megye főispánja volt. 1796-tól a nagyenyedi református kollégium főgondnoka is. Cenzornak volt kiküldve a Pethe Ferenc által szerkesztett Erdélyi Hiradó megvizsgálására.
Bessenyei György Jámbor szándék…-ának megjelenése (1791) után elsőként ajánlott fel ezer forintot a magyar tudós társaság felállítására. Néhány évvel halála előtt nyugalomba vonult, fia és három leánya körében töltötte napjait. Valószínűleg Batizban halt meg.

## Munkái
- Eufémia, vagy a vallás győzedelme. Szomorú darab, melly francziából fordíttatott d'Arnaud után, Pozsony, 1783.
- A szerencsétlen szerelmesek, avagy gróf Comens. Szomorú darab. Francziából fordíttatott d'Arnaud után. Pozsony, 1793.
- Yung éjjelei avagy siralmi, mellyet francziából fordított. Nagy-Szeben, 1801. (A híres angol költőnek a halálról és a halhatatlanságról írt elmélkedéseit magyar nyelven már 1787-ben közreadta Péczeli József. A francia fordítás szövege nyomán dolgozott ő is.)
- Szőlőmívelésről. Chaptal munkájából összeszedegetett jegyzések. Nagy-Szeben, 1814. (I. rész, 2. kiadás).

Utolsó napjaiban emlékiratot kezdett írni, ennek töredékét a Kolozsvári Hetilap közölte (1853. 74–77. sz.). Hadi műszótárt is hagyott maga után, mely megvolt Ponori Thewrewk József gyűjteményében.